# Terug naar de kust (lied)
Terug naar de kust is een nummer van Maggie MacNeal, afkomstig van het album Zing je moerstaal, uitgebracht ter gelegenheid van de boekenweek 1976. Er werd voor dat project een combinatie gelegd tussen artiest en schrijver om het Nederlands repertoire meer onder de aandacht te trekken. Maggie MacNeal werd gekoppeld aan de dichter Theun de Winter. Ze werd begeleid door het Gewestelijk Orkest voor Zuid-Holland in een arrangement van Ruud Bos. De opnamen vonden plaats in de Soundpush Studio te Blaricum. In april 1976 werd het nummer op single uitgebracht.

## Achtergrond
Sjoukje Smit schreef zelf de muziek; deze was eerder gebruikt voor het lied Dr. Brian voor haar elpee When you’re gone. Dat nummer gaat over het losmaken van haar manager bij Mouth & MacNeal. "Dr. Brian" is daarbij een verwijzing naar Brian Epstein) en "Blackbeard" (een verwijzing naar Willem Duyn).
De Winter schreef de tekst in de Kerkstraat in Amsterdam. Het wilde maar niet vlotten, tot een novemberdag bij hem herinneringen opriep aan "zijn" Texel (hij groeide op in Den Burg), omringd door kust en zee. De tekst verhaalt over het niet kunnen aarden in de stad en heimwee hebben naar de kust. De tekst stond toen vlot op papier. In Nederland werd de plaat op zaterdag 10 april 1976 verkozen tot de 264e Troetelschijf van de week op Hilversum 3 en werd een radiohit in de destijds twee hitlijsten op de nationale publieke popzender. De plaat bereikte de 16e positie in de Nationale Hitparade en piekte op de 8e positie in de Nederlandse Top 40 (destijds uitgezonden op de TROS donderdag met dj Ferry Maat).
In België bereikte de plaat de 27e positie in de voorloper van de Vlaamse Ultratop 50 en de 17e positie in de Vlaamse Radio 2 Top 30.
Een aantal andere artiesten nam het nummer later ook op. Gerard Joling, Margriet Hermans en Rick de Leeuw haalden de hitparades er niet mee. De Vlaamse band Mama's Jasje haalde in oktober 1998 één week notering (46e positie) in de Vlaamse Ultratop 50. 
De B-kant Life’s going on is ook eigen werk van MacNeal in samenwerking met Ben Vermeulen.

## Hitnoteringen

### Nederlandse Top 40
| Positie: | 22 | 14 | 9 | 8 | 13 | 23 | 36 | uit |

### Nationale Hitparade
| Positie: | 19 | 19 | 18 | 20 | 16 | 23 | uit |

### Vlaamse Radio 2 Top 30
| Positie: | 17 | uit |

### Vlaamse Ultratop 50
| Positie: | 27 | 29 | uit |

### NPO Radio 2 Top 2000
| Nummer met noteringen in de NPO Radio 2 Top 2000 | '99 | '00 | '01 | '02 | '03 | '04 | '05 | '06 | '07 | '08 | '09 | '10 | '11  | '12 | '13  | '14 | '15 | '16  | '17  | '18  | '19  | '20  |
| ------------------------------------------------ | --- | --- | --- | --- | --- | --- | --- | --- | --- | --- | --- | --- | ---- | --- | ---- | --- | --- | ---- | ---- | ---- | ---- | ---- |
| Terug naar de kust                               | 491 | 471 | 629 | 739 | 650 | 569 | 549 | 592 | 584 | 576 | 687 | 753 | 1010 | 960 | 1139 | 986 | 959 | 1278 | 1341 | 1759 | 1945 | 1898 |

1. ↑  Een vetgedrukt getal geeft de hoogste notering aan.
2. ↑  Deze tabel is bijgewerkt tot en met de laatste editie (2024).

### Evergreen Top 1000
| Evergreen Top 1000 "Terug naar de kust" | Evergreen Top 1000 "Terug naar de kust" | Evergreen Top 1000 "Terug naar de kust" | Evergreen Top 1000 "Terug naar de kust" | Evergreen Top 1000 "Terug naar de kust" | Evergreen Top 1000 "Terug naar de kust" | Evergreen Top 1000 "Terug naar de kust" | Evergreen Top 1000 "Terug naar de kust" | Evergreen Top 1000 "Terug naar de kust" | Evergreen Top 1000 "Terug naar de kust" | Evergreen Top 1000 "Terug naar de kust" | Evergreen Top 1000 "Terug naar de kust" | Evergreen Top 1000 "Terug naar de kust" | Evergreen Top 1000 "Terug naar de kust" | Evergreen Top 1000 "Terug naar de kust" | Evergreen Top 1000 "Terug naar de kust" | Evergreen Top 1000 "Terug naar de kust" |
| Jaar                                    | 2008                                    | 2009                                    | 2010                                    | 2011                                    | 2012                                    | 2013                                    | 2014                                    | 2015                                    | 2016                                    | 2017                                    | 2018                                    | 2019                                    | 2020                                    | 2021                                    | 2022                                    | 2023                                    |
| --------------------------------------- | --------------------------------------- | --------------------------------------- | --------------------------------------- | --------------------------------------- | --------------------------------------- | --------------------------------------- | --------------------------------------- | --------------------------------------- | --------------------------------------- | --------------------------------------- | --------------------------------------- | --------------------------------------- | --------------------------------------- | --------------------------------------- | --------------------------------------- | --------------------------------------- |
| Positie                                 | 335                                     | 773                                     | 760                                     | 760                                     | 668                                     | 209                                     | 342                                     | 110                                     | 135                                     | 166                                     | 205                                     | 171                                     | 168                                     | 276                                     | 197                                     | 193                                     |